# Падуроју дин Деал (Арђеш)
Падуроју дин Деал (рум. Păduroiu din Deal) насеље је у Румунији у округу Арђеш у општини Појана Лакулуј. Oпштина се налази на надморској висини од 342 m.

## Становништво
Према подацима из 2002. године у насељу је живело 900 становника, од којих су сви румунске националности.